# Колегія (заклад освіти)

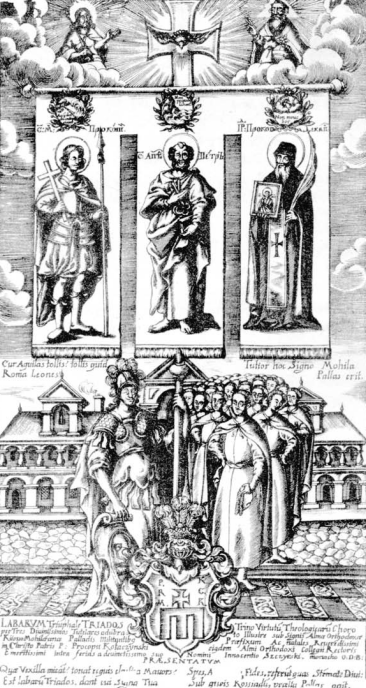
Києво-Могилянська академія та її вихованці. Гравюра XVIII ст.

Коле́гіум (Коле́гіюм) (лат. collegium — «товариство, співдружність», іноді коле́гія) — назва деяких закритих середніх і вищих навчальних закладів у Європі (зокрема Речі Посполитої) XVI — XVIII століття та Російській імперії XVIII — першій чверті XIX століття.

## Колегіуми в Речі Посполитій
Першим колегіумом на руських землях став заснований у 1574 році заклад єзуїтів у місті Ярослав (нині Польща). Окрім єзуїтів на теренах Речі Посполитої також діяли колегіуми василіян, піярів тощо.

### Єзуїти
Список єзуїтських колегіумів:
- Кременецький єзуїтський колегіум (1743—1773)
- Луцький єзуїтський колегіум (1608—1773)
- Мінський єзуїтський колегіум (1656—1773)
- Познанський єзуїтський колегіум (1571—1773)
- Ярославський єзуїтський колегіум (1575—1773)

### Василіани
Василіанські (базиліанські) колегіуми створювались, утримувались і керувались чернечим орденом Василіян. Поширені були переважно в східній частині Речі Посполитій. Їх створення почалось після 2 грудня 1615 р., коли Папа Павло V затвердив базиліанські школи і дозволив їм навчати світської молоді. Перші школи в Литві виникли до 1637 р. в Мінську, Новогрудку, Борунах, Жировичах, Череї та ін.
Молодь різних релігій навчалась у василіанських школах. Викладачів шкіл готували в єзуїтських колегіумах, Віленській академії (університеті), закордонних університетах. В закладах викладали: грецьку, латину, церковнослов'янську, польську, російську, німецьку, французьку, метафізику, риторику, логіку, поетику, право, основи християнської доктрини та ритуалу, загальну історію та Речі Посполитої (з XIX ст. — історію Російської імперії), фізичну та політичну географію, арифметику, алгебру, геометрію, фізику, астрономію, зоологію. В 1820-1830-х роках базиліанські школи були закриті урядом Російської імперії або перетворені на семінарії та православні духовні школи.
Список василіанських колегіумів:
- Холмський василіанський колегіум (1639—?)

### Піари
Список піарських колегіумів:

### Театинці
Список театинських колегіумів:

### Collegium Nobilium
Філії:

## Колегіуми в Угорському королівстві
- Ужгородський єзуїтський колегіум (1640)

## Православні колегіуми
Реформація на землях Речі Посполитої призвела до появи не тільки протестантських шкіл, але й до заснування першої православної Острозької слов'яно-греко-латинської школи. Але вже невдовзі в республіці розпочалась контрреформація, і в результаті з'явилась значна мережа католицьких шкіл. На противагу їм почали з'являтись братські школи які взяли за зразок Острозьку академію. Проте останню чекало перевідкриття в якості єзуїтського колегіуму, а рівень освіти братських шкіл був незрівнянним порівняно з єзуїтськими. Внаслідок активної діяльності Петра Могили у вересні 1632 року відбулось об'єднання Київської братської і Лаврської шкіл, і в результаті було створено Києво-Братську колегію пізніше відому як Києво-Могилянський колегіум. Для нового навчального закладу київський митрополит перейняв в єзуїтських колегіумів не тільки ім'я, але й систему освіту яка пізніше також стала взірцем для нових навчальних закладів Лівобережжя.
В новітній історії колегіуми відомі переважно як середні навчальні заклади — гімназії. Зокрема заснована в 1870 р. представником давнього козацько-старшинського роду Григорієм Галаганом в пам'ять свого сина Колегія Павла Ґалаґана. А також мережа шкіл іменованих колегіумами під патронатом відновленої Києво-Могилянської академії.
Список православних колегіумів:
- Києво-Могилянський колегіум (1631—1701)[1]
- Чернігівський колегіум (1700—1786)
- Харківський колегіум (1722—1817)
- Переяславський колегіум (1738—1788)